# デッド・サイレンス
デッド・サイレンス（Dead Silence）は、2007年のサスペンス・ミステリー・ホラー映画。大ヒットした『ソウ』の監督と脚本家による作品であるが、本作には映倫の年齢制限は無い。日本公開は全米公開から、ほぼ一年遅れとなった。

## ストーリー
ある日の夜、ジェイミーとその妻リサのもとに送り主不明の腹話術人形が届けられる。その後ジェイミーが外出している間に、リサは何者かによって舌を切り取られ惨殺された。ジェイミーは事件の捜査を担当するリプトン刑事から第一容疑者としてマークされながらも、事件の直前に届けられた人形ケースからの手がかりをもとに、故郷レイブンズ・フェアへと赴く。そこで父や義母、葬儀屋の話から、腹話術師メアリー・ショウに関する町の忌わしい過去を知る。それから町では次々と奇怪な出来事が起こりはじめ、ジェイミーも巻き込まれていく。この事件は誰の仕業で、何が目的なのか…。

## キャスト
※括弧内は日本語吹替
- ジェイミー・アーシェン - ライアン・クワンテン（坂詰貴之）
- リプトン刑事 - ドニー・ウォールバーグ（内田直哉）
- エラ・アーシェン - アンバー・ヴァレッタ（宮寺智子）
- エドワード・アーシェン - ボブ・ガントン（村松康雄）
- ヘンリー・ウォーカー - マイケル・フェアマン（木村雅史）
- マリオン・ウォーカー - ジョーン・ヘニー
- リサ・アーシェン - ローラ・レーガン（弓場沙織）
- リチャード・ウォーカー - ドミトリー・チェポヴェツキー
- ビリーの声 - エン・ライテル
- メアリー・ショウ - ジュディス・ロバーツ

## 各国のレイティング
詳しくは映画のレイティングシステムを参照。
- アメリカ：R（17+）
- 日本：一般（全年齢）
- 韓国：15
- シンガポール：PG
- マレーシア：U（全年齢）
- アルゼンチン：13
- カナダ：14A
- カナダ（ケベック州）：13+
- オーストラリア：M（15+）
- イギリス：15
- ドイツ：16
- フランス：-12
- フィンランド：K-15